# 醫療化
醫療化（英語：Medicalization）是指將本来并非醫療的問題定義成醫療問題，将本来并非疾病的现象當成疾病來處理，因此以醫學的方式進行定義，也成為醫學研究、診斷、預防及治療的主題。
醫療化的原因可能是有關疾病的新證據、出現相關疾病的假說、社會態度及經濟考量，也有可能是因為新藥物或新治療方式的出現所產生。以女性更年期為例，醫學界以荷爾蒙替代療法來改善症狀的作法，有學者認為有醫療化的情形。
醫療化是以社會學的觀點所提出的，探討醫療工作者、病患以及組織的角色以及權力關係，也探討這些對於一般人的影響，一般人的自我認同以及生活決策會取決於這些有關健康及疾病的概念。若某一種情形已歸類為和醫療有關的，障礙者醫療模式會取代社會模式。
不過醫療化也可能是指病態化（pathologization）或是販賣疾病（為了擴大醫療市場而擴大診斷範圍的作法）。

## 延伸閲讀
- Conrad, Peter. . Johns Hopkins University Press. 2007. ISBN 9780801892349 （英语）.
- Allan Horwitz and Jerome Wakefield, The Loss of Sadness:  How Psychiatry has Transformed Normal Sadness into Depressive Disorder  (Oxford University Press, 2007)
- Christopher Lane, Shyness:  How Normal Behavior Became a Sickness (Yale University Press, 2007)
- Illich, Ivan. . Journal of Medical Ethics. July 1975, 1 (2): 73–77. PMC 1154458 . PMID 809583. doi:10.1136/jme.1.2.73.
- Jamoulle, Marc.  (PDF). International Journal of Health Policy and Management. February 2015, 4 (2): 61–64  [2020-03-04]. PMC 4322627 . PMID 25674569. doi:10.15171/ijhpm.2015.24. （原始内容存档 (PDF)于2015-07-13）.
- Hatch, Anthony Ryan. . Minnesota: University of Minnesota Press. 2019: 184 pages. ISBN 1517907438. OCLC 1097608624.